# Dikbekplevier
De dikbekplevier (Anarhynchus wilsonia) is een vogel uit de familie van kieviten en plevieren (Charadriidae). De wetenschappelijk naam is een eerbetoon door George Ord aan de Amerikaans/Schotse ornitholoog Alexander Wilson die het type exemplaar verzamelde.

## Beschrijving
De dikbekplevier is gemiddeld 17 tot 20 centimeter lang. De vleugels zijn grijs, het onderlichaam is wit, met uitzondering van een zwarte streep op de borst. De zwarte snavel is relatief groot voor een plevier van deze grootte. Ze maken een zwak fluitende piep.

## Leefwijze
Dikbekplevieren foerageren op het strand; na elke golf, nadat het water zich terugtrekt, pikken ze met hun snavels in het zachte natte zand, op zoek naar krabbetjes. Ook eten ze insecten en wormen.

## Verspreiding en leefgebied
De dikbekplevier is een steltloper die zowel aan de  kusten van het Amerikaanse oostkust als aan de Mexicaanse westkust voorkomt. Het is een gedeeltelijke trekvogel. De dikbekplevieren aan de Amerikaanse oostkust, trekken, met uitzondering van een groep standvogels in Florida, naar Brazilië. Een deel van de in Mexico levende vogels blijft in Mexico, een deel trekt naar Peru. Er is ook een kleine populatie dikbekplevieren in Brazilië. Deze worden sinds 2008 beschouwd als een aparte ondersoort: A. w. brasiliensis.
Anarhynchus wilsonia heeft 4 ondersoorten:
- A. w. wilsonia: van de oostelijke Verenigde Staten tot oostelijk Mexico, Belize en West-Indië.
- A. w. beldingi: van Baja California tot het westelijke deel van Centraal-Peru.
- A. w. crassirostris: zuidelijk Brazilië.
- A. w. cinnamominus: van Colombia via de Guyana's tot noordoostelijk Brazilië, de Nederlandse Antillen, Trinidad en Grenada.

## Status
De dikbekplevier heeft een groot verspreidingsgebied en daardoor is de kans op uitsterven gering. De grootte van de populatie is niet gekwantificeerd, maar gaat plaatselijk in aantal achteruit. Echter, het tempo ligt onder de 30% in tien jaar (minder dan 3,5% per jaar). Om deze redenen staat deze plevier als niet bedreigd op de Rode Lijst van de IUCN.